# Amblyomma astrion
Amblyomma astrion (лат.) — вид клещей рода Amblyomma из семейства Ixodidae. Африка: ЦАР, Заир, Конго, Ангола, Сан-Томе и Принсипи. Паразитируют на млекопитающих, включая домашний скот,  главным образом, на буйволе Syncerus caffer, а также отдельные личинки и нимфы найдены на собаках и крупном рогатом скоте. Переносчики риккетсий, вызывающих  cowdriosis.